# Teatro del Châtelet
El Teatro del Châtelet (del francés: Théâtre du Châtelet) es un teatro de ópera parisiense situado en el primer distrito de la ciudad. Es uno de los dos teatros construidos sobre la antigua ubicación de una pequeña fortaleza (chatelet). Fue diseñado por Gabriel Davioud a petición del barón Haussmann entre 1860 y 1862. En su interior se entregan cada año los Premios César.

## Historia
Originalmente pensado para albergar 3.000 personas su aforo actual se ha reducido a 2.500. Fue llamado el Théâtre Impérial du Châtelet mientras que el otro teatro construido en la zona se llamó Sarah Bernhardt y hoy se lo conoce como Théâtre de la Ville.
Su arquitectura externa es esencialmente Palladiana, con entradas bajo las arcadas, aunque sus disposiciones interiores difieren considerablemente. En el centro de la plaza Châtelet hay una fuente de esfinge dotada, erigida en 1808, que conmemora la victoria de Napoleón en Egipto.
Desde 1906 se representaron ópera y ballet. Allí actuó Serguéi Diáguilev y los Ballets Rusos y fue el teatro donde se estrenó el ballet Petrushka de Ígor Stravinski en 1911 y el ballet Parade de Erik Satie y Jean Cocteau en 1917. Actuaron Chaikovski, Gustav Mahler y Richard Strauss.
Remodelado en 1980 y rebautizado Théâtre Musical de Paris volvió a su nombre original en 1989.